# Принстон (Индијана)
Принстон (енгл. Princeton) град је у америчкој савезној држави Индијана.

## Демографија
По попису из 2010. године број становника је 8.644, што је 469 (5,7%) становника више него 2000. године.
| Група             | 2000.         | 2010.         |
| Белци             | 7.412 (90,7%) | 7.706 (89,1%) |
| Афроамериканци    | 438 (5,4%)    | 400 (4,6%)    |
| Азијати           | 103 (1,3%)    | 59 (0,7%)     |
| Хиспаноамериканци | 92 (1,1%)     | 213 (2,5%)    |
| Укупно            | 8.175         | 8.644         |